# Dirección General de Acción por el Clima (Unión Europea)

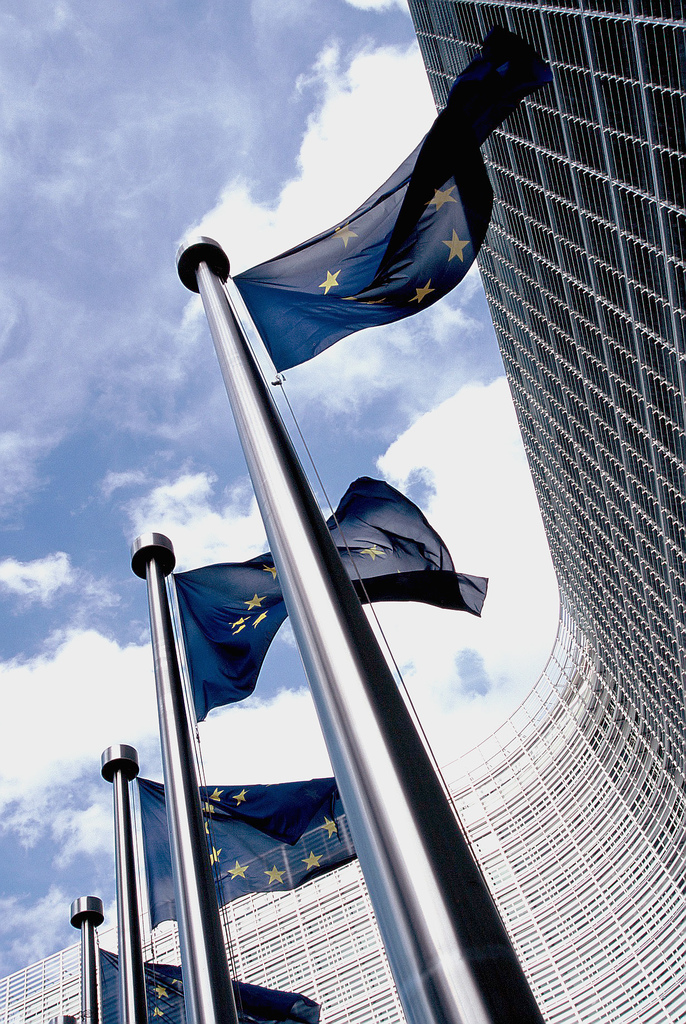
Banderas de la UE en el exterior del edificio en Bruselas de la Comisión Europea, de la cual depende la Dirección General de Acción por el Clima.

La Dirección General de Acción por el Clima (DG CLIMA), establecida en febrero de 2010, es un departamento de la Comisión Europea. El comisario responsable de este departamento es Miguel Arias Cañete. El director general es Raffaele Mauro Petriccione. El cambio climático era anteriormente competencia de la Dirección General de Medio Ambiente. La DG CLIMA participa en negociaciones internacionales sobre el clima, ayuda la Unión Europea a tratar las consecuencias del calentamiento mundial y la anima a cumplir sus objetivos de reducción de emisiones de gases de efecto invernadero. También desarrolla y pone en práctica el Régimen de Comercio de Derechos de Emisión de la Unión Europea.